# 塔畈乡
塔畈乡，是中华人民共和国安徽省安庆市潜山市下辖的一个乡镇级行政单位。

## 行政区划
塔畈乡下辖以下地区：
塔畈村、体元村、冯冲村、周祠村、新安村、双畈村、倪河村、杏花村、西河村、彭河村和板仓村。